# Onthophagus longipes
Onthophagus longipes là một loài bọ cánh cứng trong họ Bọ hung (Scarabaeidae).